# فالنتين ديفيز
فالنتين ديفيز (بالإنجليزية: Valentine Davies)‏ (و. 1905 – 1961 م) هو كاتب سيناريو، ومنتج أفلام، ومخرج أفلام أمريكي، ولد في نيويورك، توفي في ماليبو، كاليفورنيا، عن عمر يناهز 56 عاماً.

## التعليم
تعلم في جامعة ميشيغان.

## جوائز وترشيحات
حصل على جوائز منها:
جوائز
- جائزة الأوسكار لأفضل قصة [الإنجليزية]‏، عن عمل: معجزة في شارع 34

ترشيحات
- جائزة الأوسكار لأفضل فيلم وثائقي
- جائزة الأوسكار لأفضل كتابة، عن عمل: قصة جلين ميلر
- جائزة الأوسكار لأفضل قصة [الإنجليزية]‏

ترشح لـ:
- جائزة الأوسكار لأفضل قصة  [لغات أخرى]‏، عن عمل: معجزة في شارع 34
- جائزة الأوسكار لأفضل كتابة "سيناريو أصلي"، عن عمل: قصة جلين ميلر
- جائزة الأوسكار لأفضل قصة  [لغات أخرى]‏، عن عمل: It Happens Every Spring [الإنجليزية]‏
- جائزة الأوسكار لأفضل فيلم وثائقي، عن عمل: The House Without a Name [الإنجليزية]‏.

## وصلات خارجية
- فالنتين ديفيز على موقع IMDb (الإنجليزية)
- فالنتين ديفيز على موقع ألو سيني (الفرنسية)
- فالنتين ديفيز على موقع أول موفي (الإنجليزية)
- فالنتين ديفيز على موقع قاعدة بيانات برودواي على الإنترنت (الإنجليزية)
- فالنتين ديفيز على موقع قاعدة بيانات الأفلام السويدية (السويدية)
- فالنتين ديفيز على موقع قاعدة بيانات الفيلم (الإنجليزية)
- فالنتين ديفيز على موقع كينوبويسك (الروسية)